# Liste der Baudenkmäler in Andrian
Die Liste der Baudenkmäler in Andrian (italienisch Andriano) enthält die acht als Baudenkmäler ausgewiesenen Objekte auf dem Gebiet der Gemeinde Andrian.
Basis ist das im Internet einsehbare offizielle Verzeichnis der Baudenkmäler in Südtirol. Dabei kann es sich beispielsweise um Sakralbauten, Wohnhäuser, Bauernhöfe und Adelsansitze handeln. Die Reihenfolge in dieser Liste orientiert sich an der Bezeichnung, alternativ ist sie auch nach der Adresse oder dem Datum der Unterschutzstellung sortierbar.

## Liste
| Foto |                 | Bezeichnung                        | Standort                                                 | Eintragung                   | Beschreibung                                                                                                | Metadaten                                    |
| ---- | --------------- | ---------------------------------- | -------------------------------------------------------- | ---------------------------- | --- | -------------------------------------------- |
| ja   | Datei hochladen | Burgruine Andrian ID: 13732        | 46° 30′ 56″ N, 11° 13′ 21″ O                             | 14. Mai 1979 (BLR-LAB 2946)  | Burgruine. Die Burg wurde 1237 erstmals erwähnt.                                                            | KG: Andrian Grundparzelle: 1029/1            |
| ja   | Datei hochladen | Gasthof Schwarzer Adler ID: 13729  | St.-Urban-Platz 4 46° 31′ 6″ N, 11° 14′ 0″ O             | 20. Dez. 1949 (MD)           | Gasthaus, um 1599 erbaut.                                                                                   | KG: Andrian Bauparzelle: 145/1               |
| ja   | Datei hochladen | Pfarrkirche St. Valentin ID: 13731 | 46° 31′ 11″ N, 11° 13′ 56″ O                             | 14. Mai 1979 (BLR-LAB 2946)  | Kirche. Der Turm wurde um 1300 erbaut und 1883 erhöht. Das Langhaus wurde zwischen 1852 und 1854 errichtet. | KG: Andrian Bauparzelle: 158                 |
| ja   | Datei hochladen | Staudacher ID: 13728               | Servitenweg 5-5/A 46° 31′ 0″ N, 11° 13′ 52″ O            | 14. Mai 1979 (BLR-LAB 2946)  | Ländliches Wohnhaus/Bauernhof. Die Mittelalterliche Hofanlage war ursprünglich im Besitz der Serviten.      | KG: Andrian Bauparzelle: 139/1, 139/4        |
| ja   | Datei hochladen | Sternbauer ID: 13730               | Johann-Nepomuk-David-Weg 3-5 46° 31′ 9″ N, 11° 13′ 56″ O | 20. Dez. 1949 (MD)           | Ländliches Wohnhaus/Bauernhof                                                                               | KG: Andrian Bauparzelle: 157/1, 157/2, 157/3 |
| ja   | Datei hochladen | Villa Silbernagl ID: 50002         | Bindergasse 8 46° 31′ 6″ N, 11° 13′ 51″ O                | 15. Nov. 1999 (BLR-LAB 5040) | Villa/Sommerfrischhaus. Die Villa wurde Ende des 19. Jahrhunderts erbaut.                                   | KG: Andrian Bauparzelle: 176/1               |
| ja   | Datei hochladen | Wolfsthurn ID: 13726               | 46° 30′ 58″ N, 11° 13′ 24″ O                             | 14. Mai 1979 (BLR-LAB 2946)  | Burg/Schloss. Kleine Burganlage aus dem 13. Jahrhundert.                                                    | KG: Andrian Bauparzelle: 98                  |
| ja   | Datei hochladen | Wolfsthurnhof ID: 13727            | Wolfsthurnstraße 31-33 46° 30′ 49″ N, 11° 13′ 50″ O      | 14. Mai 1979 (BLR-LAB 2946)  | Ländliches Wohnhaus/Bauernhof                                                                               | KG: Andrian Bauparzelle: 117                 |

Falls bei einem Baudenkmal keine Koordinaten bekannt sind, werden ersatzweise die Katasterdaten zum Zeitpunkt der Unterschutzstellung angegeben. Diese sind weder offiziell noch zwingend aktuell.
Die vom Landesdenkmalamt übernommenen Adressen können veraltet sein.
| Foto:   | Fotografie des Denkmals. Klicken des Fotos erzeugt eine vergrößerte Ansicht. Daneben finden sich zwei Symbole: |
| ID      | Identifikator beim Südtiroler Landesdenkmalamt                                                                 |
| KG      | Katastralgemeinde                                                                                              |
| MD      | Ministerialdekret                                                                                              |
| BLR-LAB | Beschluss der Landesregierung – Landesausschussbeschluss                                                       |